# Bert Klei
Albertus Johannes (Bert) Klei (Apeldoorn, 23 juli 1924 – Amsterdam, 23 juli 2008), zoon van een gereformeerde bovenmeester uit het Gelderse Scherpenzeel, was jarenlang journalist bij het dagblad Trouw. Hij schreef daarnaast tot driemaal per week een column, 'stukjes' naar eigen zeggen, in die krant. In zijn laatste 'stukje' betitelde hij ze als '...bladvulling. Veredelde bladvulling, dat wel.'
Deze bijdragen zijn later door uitgeverij Balans, uitgeverij Ten Have en uitgeverij Meinema gebundeld met titels als Niemendalletjes (1988), De meeste mensen zijn aardig (1991), Liever een bal des gehakts (1992), Ontbijten met droog brood. Uit weleerwaarde levensboeken (1993), Uw gezicht komt mij bekend voor (1993), Een schat van een man (1994), Van de onderste plank (1995), Wandelen in je blootje (1996) en (postuum) Wanneer het op nadenken aankomt, weet ik van geen ophouden (2008). Bij zijn afscheid verzorgden medewerkers van zijn stamcafé Welling met enige getrouwen een bundeling (O, ben jij het) van talrijke stukjes waarin deze 'schenkgelegenheid' werd genoemd. Alle bundels werd verlucht door Kleis vaste cartoonist Len Munnik.
In De koningin is lekker hervormd! Over kerken en kerkmensen in Nederland (1992) gaf hij een toegankelijke en humoristische inleiding in de opvattingen en gebruiken die bestonden en bestaan binnen de vele gereformeerde kerkgenootschappen en hun afsplitsingen in Nederland.
In zijn stukjes toont Klei zich wars van allerlei dikdoenerij. Ook nam hij regelmatig zijn eigen achtergrond (antirevolutionair) en de gereformeerde wereld op de korrel met een milde, vederlichte ironie. Tientallen jaren vormde Bert Klei het hart van de kerknieuwsredactie van Trouw waar collegae kwamen en gingen. De komst van beeldschermen op de redactie in 1981 maakte het Klei, die aan een ernstige oogkwaal leed, onmogelijk het gewone journalistieke werk te doen. Met des te meer verve stortte hij zich als columnist op de faits divers in het kerkelijk leven.
Hij schreef ook het jeugdboek Carmen kris-kras door de wereld (1992). Klei ondertekende zijn artikelen steevast als "A.J. Klei".

## Privé
Klei ging er in zekere zin prat op dat hij op het gymnasium destijds in Zeist driemaal was blijven zitten en in 1945 wegens de oorlog het diploma cadeau had gekregen. Hij is de vader van twee zonen, onder wie wijnschrijver Nicolaas Klei.
Klei overleed op zijn 84ste verjaardag na een langdurig ziekbed.